# Strilčići
 Strilčići  (olaszul: Strilcici) falu Horvátországban Tengermellék-Hegyvidék megyében. Közigazgatásilag Malinska-Dubašnica községhez tartozik.

## Fekvése
Krk északnyugati részén Malinskától 4 km-re délre fekszik. A szigetnek ezt a részét Dubašnicának hívják.

## Története
A település nevét egykori lakóiról a Strilčić családról kapta, akik ma is szinte kizárólag csak a szigeten, Malinska környékén élnek. A sziget 1480-tól közvetlenül Velencei Köztársasághoz tartozott. Dubašnica volt a Krk-sziget egyetlen része, ahol ebben a korban városi település nem alakult ki. Ezt a vidéket egykor nagy kiterjedésű erdők és köztük legelők borították, az újonnan érkező lakosság azonban fokozatosan szántókká változtatta. A napóleoni háborúk egyik következménye a 18. század végén a Velencei Köztársaság megszűnése volt. Napóleon bukása után Krk is osztrák kézre került, majd a 19. század folyamán osztrák uralom alatt állt. 1867-től 1918-ig az Osztrák-Magyar Monarchia része volt. 1857-ben 39, 1910-ben 31 lakosa volt. Az Osztrák–Magyar Monarchia bukását rövid olasz uralom követte, majd a település a Szerb–Horvát–Szlovén Királyság része lett. A második világháború idején előbb olasz, majd német csapatok szállták meg. A háborút követően újra Jugoszlávia, majd az önálló horvát állam része lett.  2011-ben 3 lakosa volt.

## Lakosság
| Lakosság változása | Lakosság változása | Lakosság változása | Lakosság változása | Lakosság változása | Lakosság változása | Lakosság változása | Lakosság változása | Lakosság változása | Lakosság változása | Lakosság változása | Lakosság változása | Lakosság változása | Lakosság változása | Lakosság változása | Lakosság változása |
| ------------------ | ------------------ | ------------------ | ------------------ | ------------------ | ------------------ | ------------------ | ------------------ | ------------------ | ------------------ | ------------------ | ------------------ | ------------------ | ------------------ | ------------------ | ------------------ |
| 1857               | 1869               | 1880               | 1890               | 1900               | 1910               | 1921               | 1931               | 1948               | 1953               | 1961               | 1971               | 1981               | 1991               | 2001               | 2011               |
| 39                 | 43                 | 30                 | 35                 | 37                 | 31                 | 23                 | 14                 | 14                 | 12                 | 13                 | 12                 | 5                  | 9                  | 10                 | 3                  |

## Nevezetességei
Szent Miklós-templom romja Strilčić településtől délre található, annak az egykori útnak mentén, amely Dubašnicát Vrh falun keresztül Krkkel köti össze. A szakirodalomban többször összetévesztik a Zuttinis család Skrpčić melletti azonos titulusú kápolnájával. A négyszögletes elrendezésű tágas hajót nyeregtető fedte. A téglalap alakú szentély fölött keresztbordás boltozat épült. A boltozat bordái mára eltűntek, és csak a fordított kúp formájú konzolok maradtak meg. A boltozat, mely függőlegesen elhelyezett kőlapokból épült nagyrészt megmaradt. A félköríves diadalívnek csak egy kisebb maradt fenn. Az apszis tengelyében csak egy függőleges, téglalap alakú ablak maradt fenn, amely rusztikusan faragott elemekből épült. Bár a padlózat nem maradt meg, nyomai a falak alján jól láthatóak.